# Emilio Gola

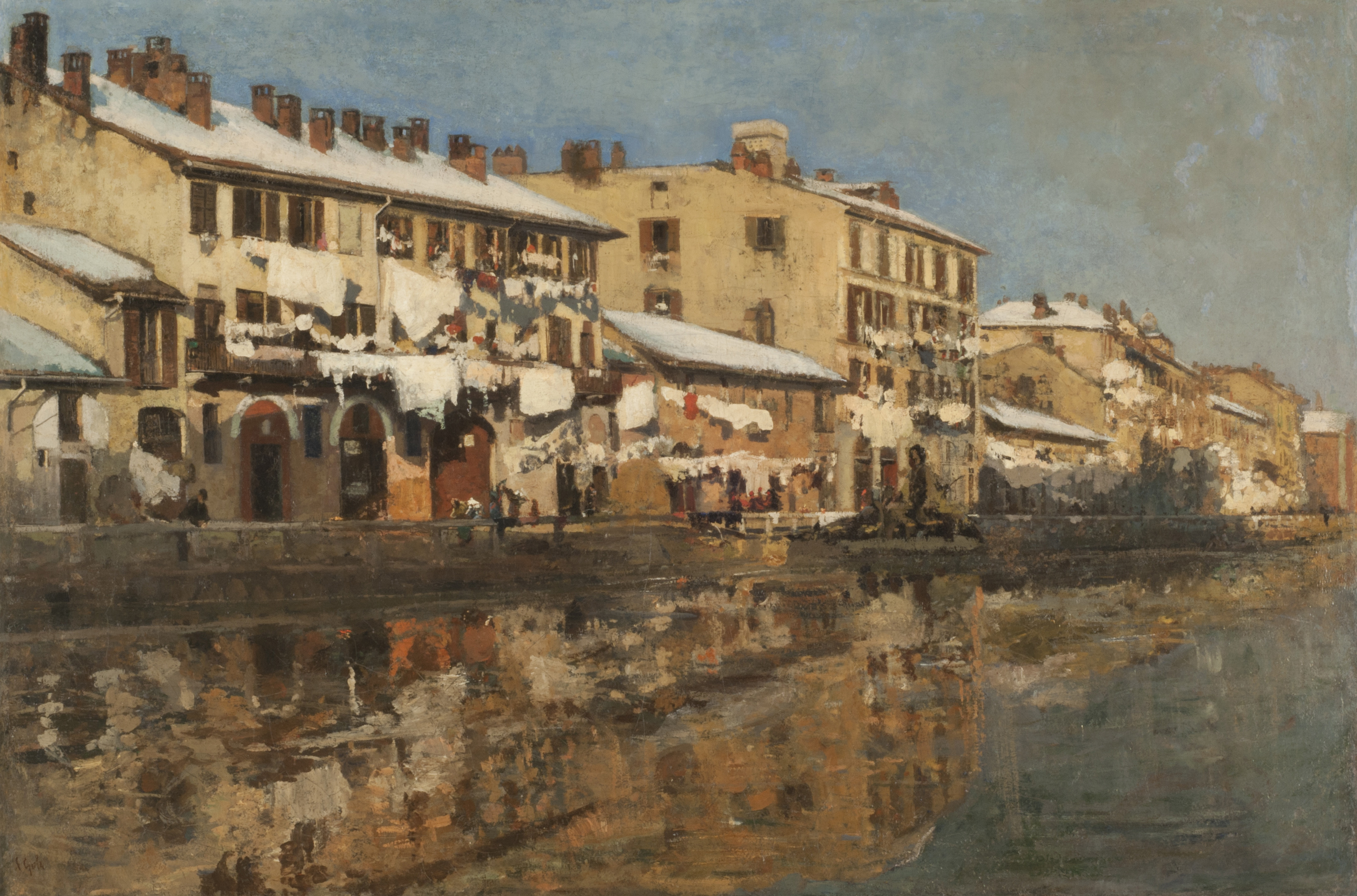
El Naviglio de Milán pintado por Emilio Gola ca. 1890-1892.

Emilio Gola (Milán, 1851 – Milán, 1923) fue un pintor italiano.

## Biografía
Nacido en una familia noble, Gola fue animado desde su adolescencia para desarrollar su interés en el arte, por su padre, quien era un pintor no profesional. Se graduó en ingeniería industrial del Politécnico de Milán en 1873 y se dedicó la a pintura bajo la tutoría de Sebastiano De Albertis. Su entrenamiento implicó, también, viajes frecuentes a París y Países Bajos. Hizo su debut en la Exposición de Bellas artes de 1879 en el Academia de Bellas Artes de Brera y participando luego, de manera regular, en exposiciones nacionales, pero obtuvo el mayor reconocimiento a nivel europeo. Su fama como retratista comenzó en la década de 1880, pintando mujeres de la nobleza de Milán en una dimensión moderna y cosmopolita, pero con una aproximación enérgicamente naturalista. Sus retratos están acompañados por un rico repertorio de paisajes de Milán y del campo de Brianza en colores brillantes que fue formó parte de sello estilístico. Se desenvolvió, principalmente, en las regiones de Liguria y Venecia. Enfocándose, ya en su periodo más tardío en paisajes marinos distinguiéndose por su grandiosa síntesis formal y expresiva intensidad. Uno de sus alumnos fue Alberto Malaspina (1853 – 1903).

## Otros proyectos
- Wikimedia Commons alberga una galería multimedia sobre Emilio Gola.

- Datos: Q3724423
- Multimedia: Emilio Gola / Q3724423